# Ottobeuren
Ottobeuren è un comune tedesco di 8 013 abitanti, situato nel land della Baviera.
La cittadina si raccoglie attorno all'importante abbazia fondata nel 764 dai benedettini ed assurta ad abbazia imperiale nel 1299.

## Monumenti e luoghi d'interesse

### Architetture religiose

#### Basilica dei Santi Alessandro e Teodoro
La Basilica dei santi Alessandro e Teodoro, dedicata ai santi Alessandro e Teodoro, che fu elevata al rango di Basilica minore nel 1929 da papa Pio XI, risale alla metà del XVIII secolo e si presenta come uno degli esempi più straordinari di architettura tardo-barocca e rococò tedesca.

## Geografia antropica

### Frazioni

#### Schellenberg

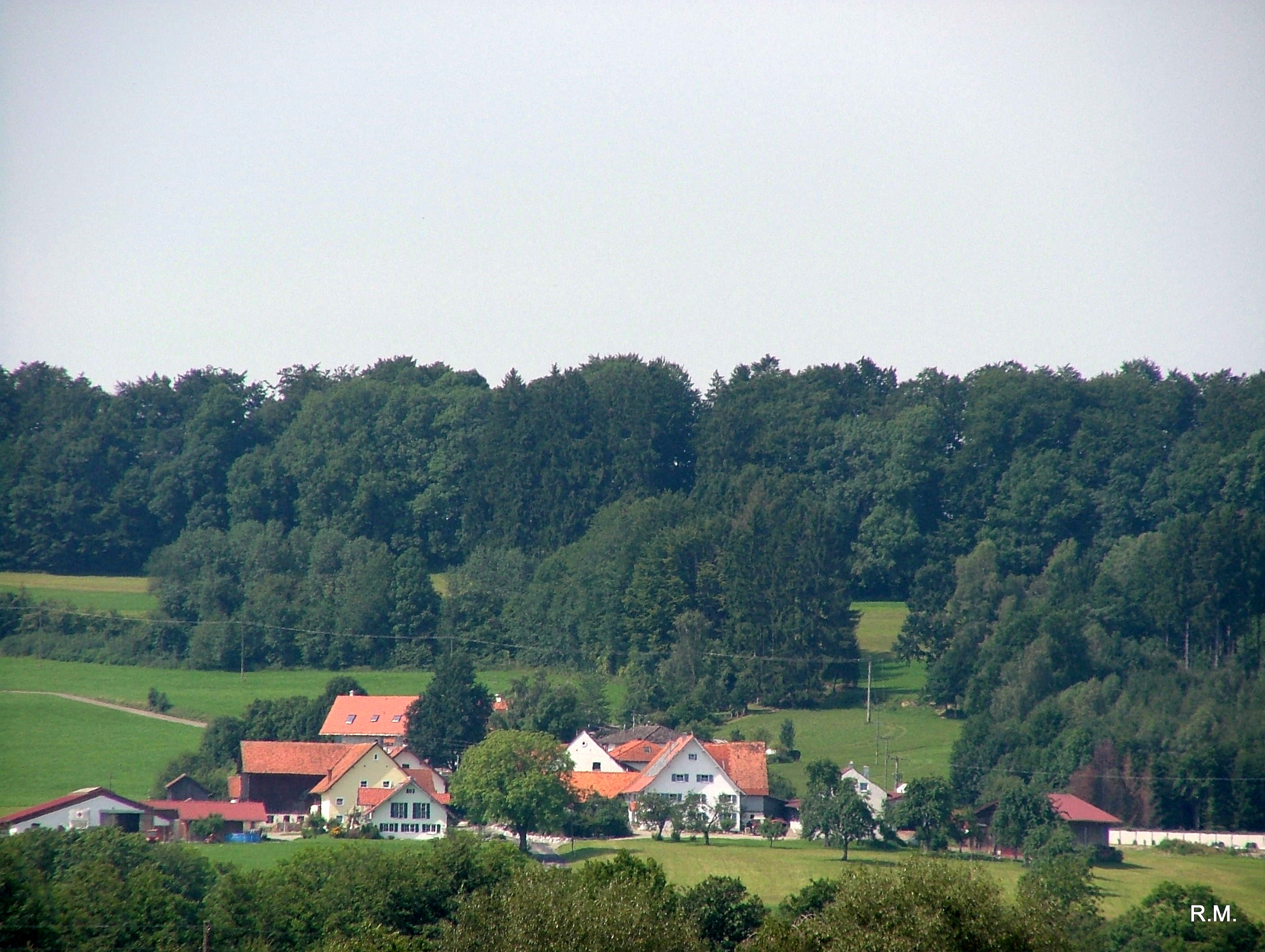
Schellenberg

Schellenberg si trova a circa tre chilometri a ovest di Ottobeuren, a 677 m s.l.m. Citata in antichi documenti anche come Oberböglins, nel 1564 contava 45 abitanti e nel 1811 sei proprietà con 37 residenti.

## Amministrazione

### Gemellaggi
- Norcia
- Saint-Donat
- Tenterfield[2]